# Karl Großmann (Heimatforscher)
Karl Großmann (* 27. Januar 1896 in Laasphe; † 11. Juli 1981 in Vlotho) war ein deutscher Lehrer und Heimatforscher.

## Leben und Werk
Karl Großmann wurde am 27. Januar 1896 als Sohn des Rektors der Präparandenanstalt in Laasphe geboren. Er besuchte zuerst das Progymnasium in Biedenkopf an der Lahn und später das Gymnasium in Remscheid. Nachdem er dort 1914 das Abitur abgelegt hatte, begann er an der Georg-August-Universität in Göttingen das Studium der Fächer Deutsch, Geschichte und Erdkunde. Dort trat er 1914 in die Burschenschaft Holzminda ein. Für eine Unterbrechung des Studiums sorgte der Erste Weltkrieg, den er mit etlichen Verletzungen und als Leutnant der Reserve überlebte. Nach Wiederaufnahme des Studiums legte er an der Westfälischen Wilhelms-Universität in Münster 1921 das erste Examen und 1922 das Assessorexamen ab. 1922 wurde er mit einer Dissertation über Graf Johann VIII. von Sayn-Wittgenstein-Hohenstein  zum Dr. phil. promoviert. Für kurze Zeit wurde er Buchhalter bei der Zeche König Ludwig in Recklinghausen, bis er 1923 in Petershagen eine Stelle als Lehrer fand, die er bis 1939 ausübte. 1923 heiratete er Anna Maria Hillebrecht. Im Zweiten Weltkrieg diente er als Logistiker beim Herforder Infanterie-Regiment 58, wurde abermals verwundet und verbrachte lange Zeit im Lazarett. Nach dem Zweiten Weltkrieg lebte er 1945 in Maaslingen und arbeitete kurz darauf bis zu seiner Pensionierung 1962 als Studienrat in Herford an der Königin-Mathilde-Schule.
1952 zog er nach Vlotho. Als Heimatforscher machte er sich hier insbesondere um die Erforschung der Geschichte der Stadt Vlotho verdient. Sein Hauptwerk ist die 1971 erschienene Geschichte der Stadt Vlotho. Daneben war er Mitglied in vielen Verbänden und Vereinen. Unter anderem war er Vorsitzender des Heimatvereins Vlotho und Vorsitzender des Ortsverbandes Vlotho im Deutschen Jugendherbergswerk.
Er starb am 11. Juli 1981 in Vlotho.

## Publikationen (Auswahl)
- Graf Johann VIII. von Sayn-Wittgenstein-Hohenstein. Ein Lebensbild aus der Zeit des 30jährigen Krieges und ein Beitrag zur Geschichte der Grafschaft Wittgenstein. Laasphe, 1922. Dissertation in Münster.
- Das Lehrerseminar zu Petershagen 1831–1925. Festschrift zur Jahrhundertfeier 1931. Petershagen, 1931.
- Zur Verfassungsgeschichte der Stadt Vlotho, 1720 bis 1843. In: Ravensberger Blätter. 1938.
- Der Name Vlotho. In: Ravensberger Blätter. 1952.
- Geschichte der Gemeinde Valdorf und ihrer Bauernschaften. Valdorf, 1955.
- Wanderführer Jugendherberge Vlotho. Hagen/Westf., 1959.
- Geschichte des Amtes Vlotho 1246–1963. Vlotho, 1963.
- Geschichte der Stadt Vlotho. Vlotho, 1971.

## Ehrungen und Auszeichnungen
- Im Ersten Weltkrieg:
  - Eisernes Kreuz 1. und 2. Klasse
  - Hessische Tapferkeitsmedaille

- Nach Karl Großmann wurde 1982 die Dr.-Großmann-Straße in Vlotho benannt.